# Salon d'Automne

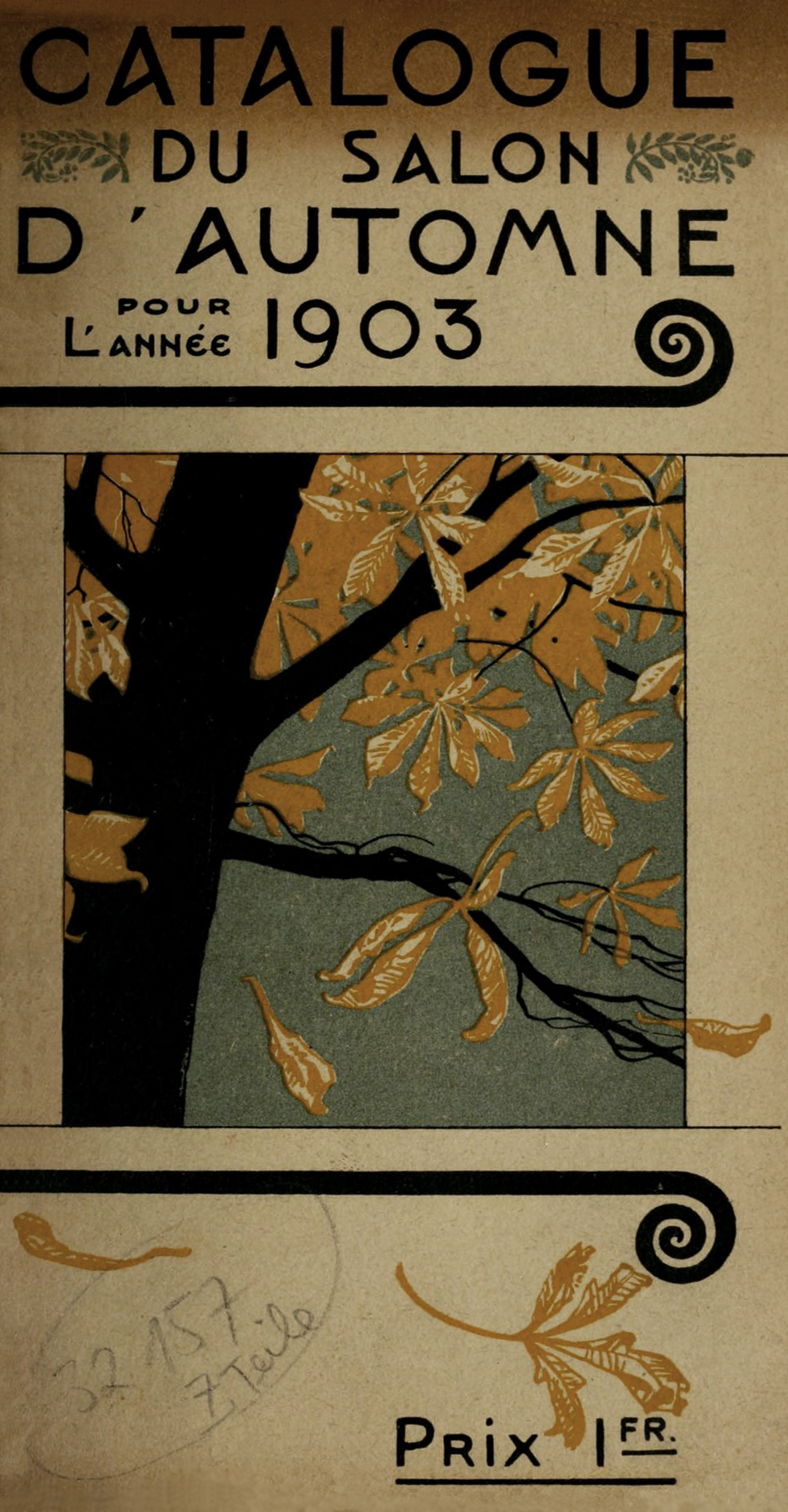
Catàleg del primer Salon d'Automne, 1903

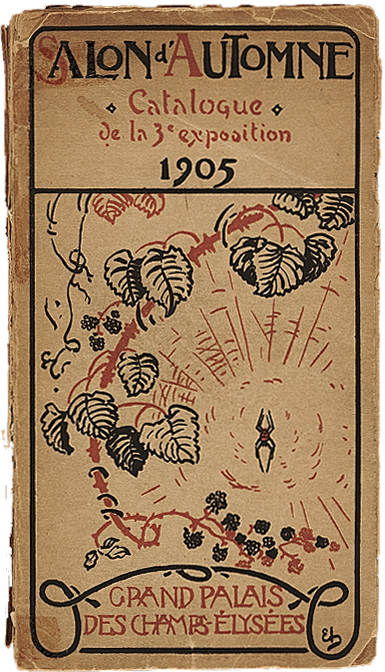
Catàleg de 1905 Salon d'Automne, 1905, amb l'arribada del Fauvisme

El Salon d'Automne (Saló de tardor) o Société du Salon d'automne, és una exposició annual que fa a París, França des de l'any 1903. El primer Salon d'Automne va ser creat sota la iniciativa de l'arquitecte belga Frantz Jourdain, junt amb l'arquitecte Hector Guimard, els pintors Georges Desvallières, Eugène Carrière, Félix Vallotton, Édouard Vuillard i la Maison Jansen, de París de decoració interior d'oficines fundada el 1880 per Jean-Henri Jansen.
Aquest saló estava vist com la reacció contra les polítiques conservadores del saló oficial Saló de París, i la gran exposició del Salon d'Automne immediatament va ser la gran mostra dels desenvolupaments i innovacions del segle XX en pintura, dibuix, escultura, gravats, arquitectura i arts decoratives. Durant els primers anys d'aquest saló, artistes consolidats com Pierre-Auguste Renoir li van donar suport i fins i tot Auguste Rodin hi va mostrar diverses obres. Han estat mostrades obres d'artistes com Paul Cézanne, Henri Matisse, Paul Gauguin, Georges Rouault, André Derain, Albert Marquet, Jean Metzinger, Albert Gleizes i Marcel Duchamp. A més de la data de la seva inauguració,1903, altres dates significatives del saló han estat les de 1905, del naixement del Fauvisme; 1910 la del llançament del Cubisme; i 1912 que va resultar en una reacció xenòfoba i antimodernista a l'Assemblea Nacional Francesa.

## Història

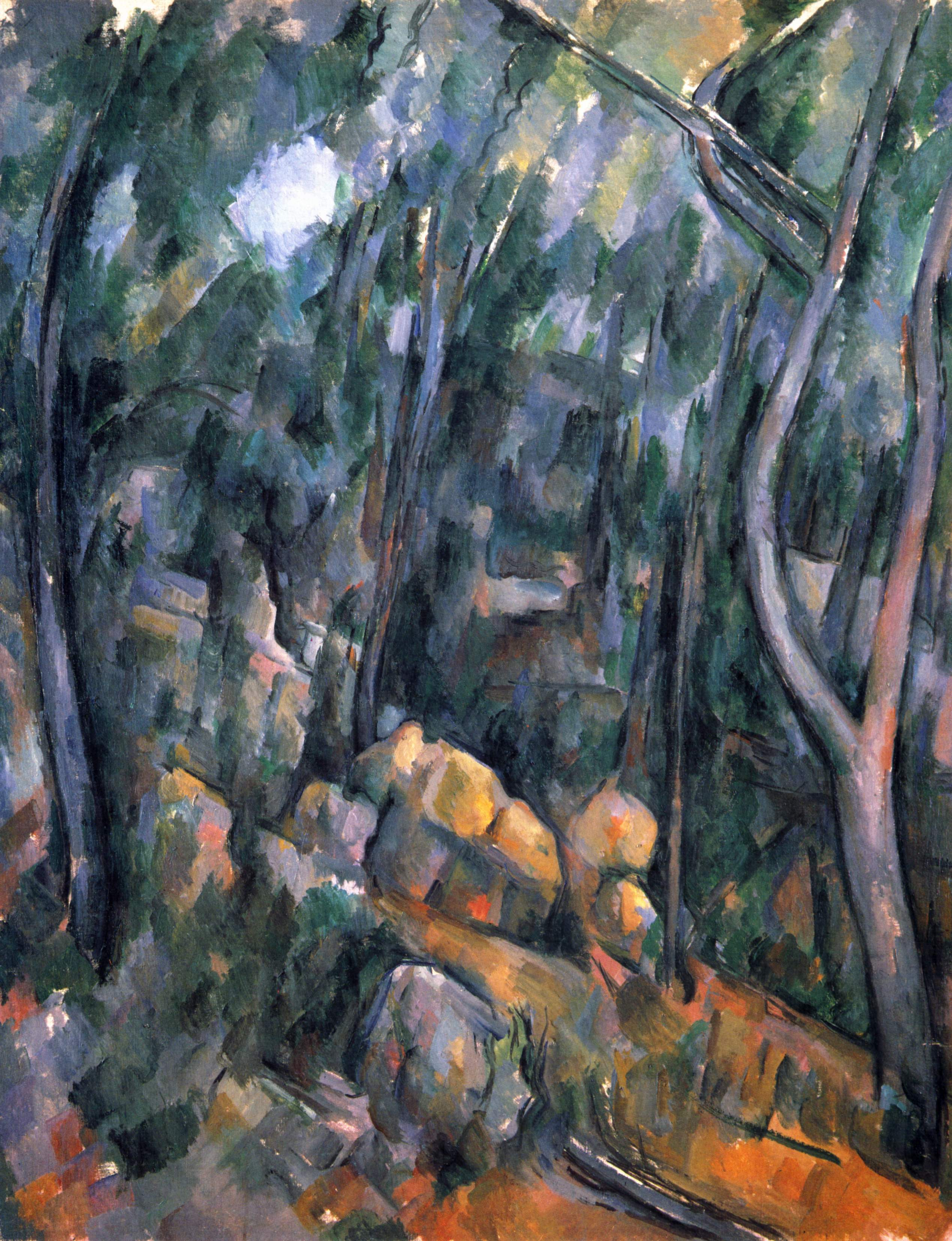
Paul Cézanne, 1900-1904, Fonaments del Château Noir, pintura a l'oli, 90.7 x 71.4 cm, National Gallery, Londres

L'anim d'aquest saló va ser encoratjar el desenvolupament de les Belles Arts per a donar sortida d'artistes joves (de totes les nacionalitats) i una plataforma per a la difusió de l'art de l'Impressionisme i les seves derivacions a una audència popular. Haver escollit l'estació de la tardor va ser una estratègia per diversos motius: especialment pel fet que els altres dos grans salons, la Société Nationale des Beaux-Arts i el Salon des artistes français) es feien a la primavera. El Salon d'Automne es diferenciava pel seu enfocament pluridisciplinari, obert a les pintures, escultures i fotografies (des de 1904), dibuixos, gravats, arts aplicades i per la seva claredat en la disposició de les obres, més o menys segons les escoles artístiques. Els artistes estrangers estaven particularment ben representats.
El Salon d'Automne estava basat en una admissió oberta, donant la benvinguda a artistes de totes les àrees de les arts. Els jurats del saló eren membres de la mateixa societat, no pas membres d'una acadèmia, de l'estat o de fundacions oficials d'art.
Es va refusar que l'exposició es fes en l'espai del Grand Palais, i el primer Salon d'Automne es va haver de fer en els soterranis humits del  Petit Palais des Champs-Élysées.
No obstant, el primer Salon d'Automne, que incloïa obres de Matisse, Bonnard i altres artistes progressistes, va tenir un inesperat gran èxit i també aclamat per la crítica. Fins i tot Paul Signac, president del Salon des Indépendants, mai va perdonar Jourdain per haver fundat aquest saló rival.
Carolus-Duran (president de la Société Nationale des Beaux-Arts) va amenaçar de prohibir de la seva Société els artistes que volguessin exposar al Saló de la Tardor. Eugène Carrière (una figura artística respectada) va emetre un comunicat dient que si se l'obligava a triar, s'uniria al Salon d'Automne i renunciaria a la Société Nationale des Beaux-Arts. Aquesta controvèrsia va generar una valuosa publicitat que va funcionar a favor del Saló de Tardor.
Henri Marcel, simpatitzant amb el Salon d'Automne, va esdevenir director de la Societé des Beaux-Arts, i va assegurar que l'any següent el Saló es faria al prestigiós Grand Palais.
En la seva defensa de la llibertat artística, Jourdain no va atacar els individus sinó institucions com la Société Nationale des Beaux-Arts, la Société des Artistes Français, i l'École des Beaux-Arts (París), reconeguda com la principal escola d'art.
Va ser un ardent defensor del Modernisme